# Нічний зір
Нічни́й зір — механізм сприйняття світла зоровою системою людини, що діє в умовах відносно низької освітленості. Здійснюється за допомогою паличок за яскравості тла менше 0,01 кд/м2, що відповідає нічним умовам освітлення. Колбочки в цих умовах не діють, оскільки для їх збуджування не вистачає інтенсивності світла. Синоніми: скотопічний (від дав.-гр. σκότος — темрява і ὤψ — погляд, вигляд) і паличковий зір.

Спектральні залежності відносної чутливості людського ока для денного (червона лінія) і нічного (синя лінія) зору.

Спектральну залежність відносної світлочутливості людського ока для нічного зору наведено на малюнку. Її максимум, порівняно з кривою чутливості ока при денному зорі, зміщений у короткохвильовий бік і припадає на довжину хвилі 507 нм.
Особливостями нічного зору, порівняно з денним, є:
- Висока світлочутливість. Її величина приблизно в сто разів вища, ніж для денного зору. Обумовлена більшою світлочутливістю паличок, порівняно зі світлочутливістю колб.
- Низька роздільна здатність (гострота зору). Причиною є те, що щільність розташування паличок на сітківці ока істотно нижча, ніж щільність розташування колб.
- Відсутня здатність розрізняти кольори .

У деяких тварин добре розвинений нічний зір. Нічні метелики, жаби і гекони здатні розрізняти кольори навіть у темряві. Цю здатність тварини мають завдяки спеціальним нейронам зорової системи, які підсумовують світлові сигнали від сусідніх рецепторів поля зору, запам'ятовують ці сигнали протягом тривалого часу, завдяки чому значно послаблюються шуми.